# سیارک ۵۳۷۹
سیارک ۵۳۷۹ (به انگلیسی: 5379 Abehiroshi، نامگذاری:1991HG) پنج هزار و سیصد و هفتاد و نهمین سیارک کشف شده‌است که در ۱۶ آوریل ۱۹۹۱ کشف شد.
قدر مطلق سیارک برابر ۱۲٫۸۰ است.